# フェロースイス

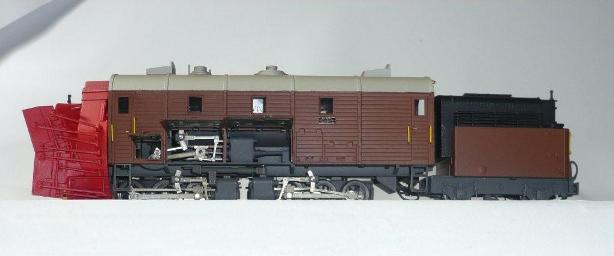
Xrotd 9213-9214形蒸気式ロータリー除雪車

フェロースイス（Ferro-Suisse）とは、スイスのKrummenauに存在する鉄道模型メーカー。精密ブラスモデルを供給するインポーターであり、1979年に最初のレーティッシュ鉄道のマレー機G2/3+2/2形25号機のHOmモデルをリリースして以降、毎年新しいモデルを提供している。製品はスイスの鉄道のメーターゲージ（レーティッシュ鉄道、フルカ・オーバーアルプ鉄道、ブリーク・フィスプ・ツェルマット鉄道）を主にプロトタイプとしている。Om（1/45、22.2mmゲージ）、HOm（1/87、12mmゲージ）、HOe（1/87、9mmゲージ）はブリエンツ・ロートホルン鉄道の傾いたボイラーの蒸気機関車と客車のセットとなるラインナップである。また車両だけでなく、レールやターンテーブル、ストラクチャーも製品化している。
1989年に10周年記念モデルとしてレーティッシュ鉄道の蒸気式ロータリ除雪車（Xrotd 9213-9214形）をリリースした。このXrotd 9213-9214形は自走式で駆動装置は珍しい3+3メイヤーで、ロータリーの駆動シリンダーも精巧に作られているので人気がある。

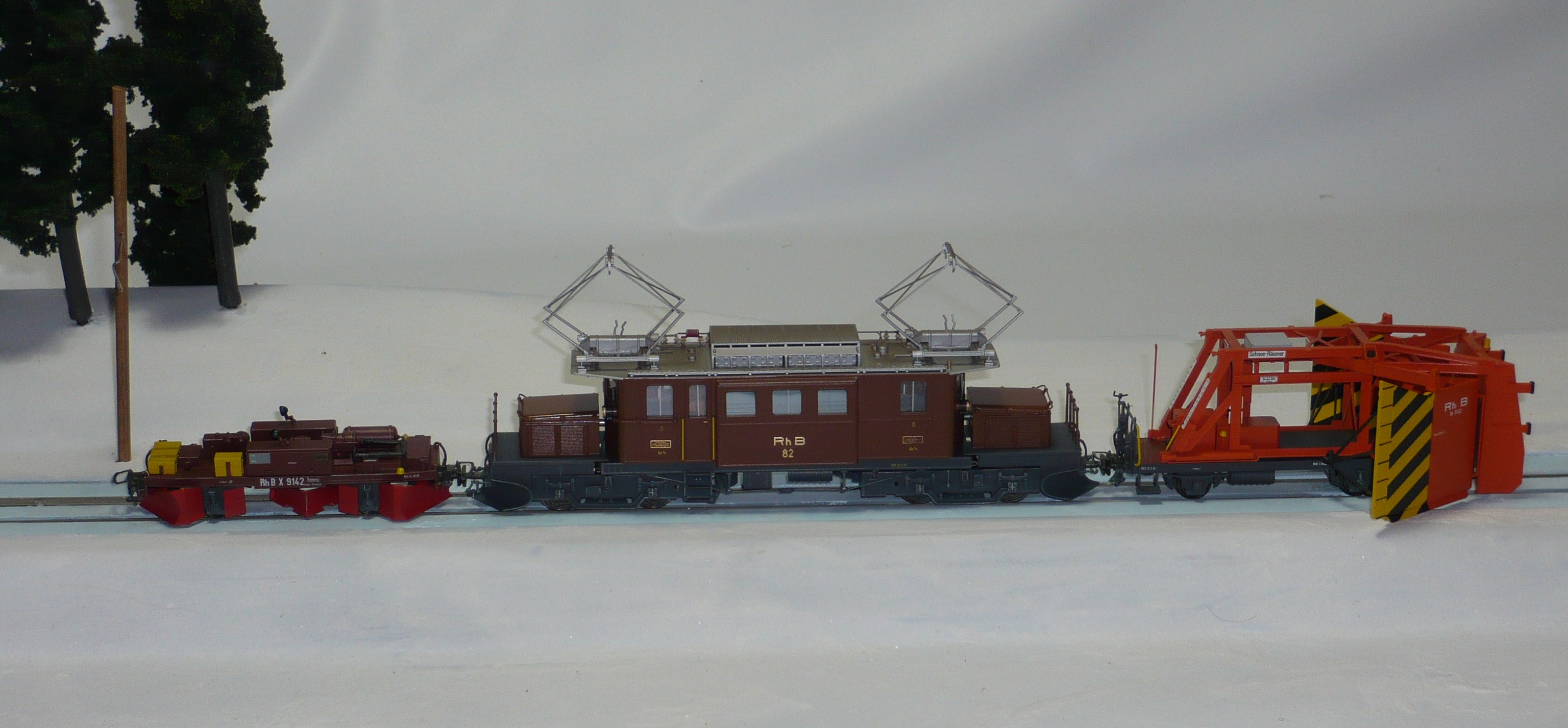
ベルニナ・クロコダイル

1999年には20周年記念としてレーティッシュ鉄道のGe4/4 182形ベルニナ・クロコダイルと雪寄車とラッセル車を木箱入りでリリースしている。
この木箱にはGem4/4形ディーゼル/電気両用機関車とロータリー車も収めることが出来るのでかなり大きなものである。

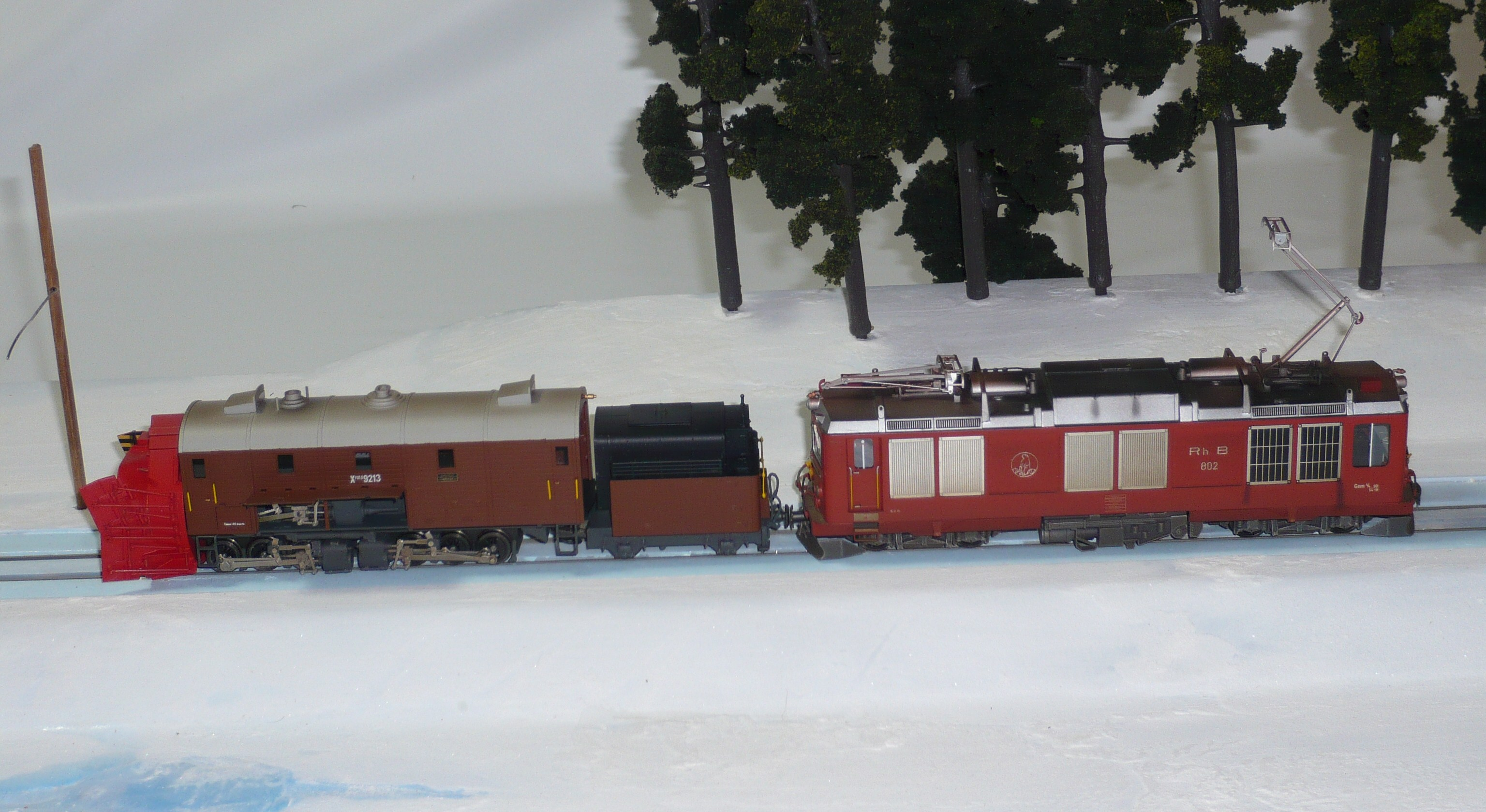
Xrotd 9213-9214形とGem4/4形ディーゼル/電気両用機関車

フェロースイス社製のモデルの魅力はシンガーチームのMr.Kurt Singerが施すシンガーフイニュッシュと呼ばれたウェザリングをされ、妥協を排したつくりは世界中で高く評価されている。過去のリリースされた車両の流れを見ると Verlag Eisenbahn 社発行の Die Dampflokomotiven der Rhatischen Bahn が下敷きになっている。
完全限定生産品だが、客貨車は再生産している（シンガーフィニュッシュと箱のレベルのデザインが違う）。動力車もナンバー違いで生産されているが、同じナンバーの製品は製作していないので人気車種は中古市場ではプレミアがついて高値で取引されている。今リリースされているジェット燃料輸送のタンク車も、過去に一度リリースされている。
1979年-1999年までは乗工社が供給していた。2007年現在はモデルスイモンが製造している。
フェロースイス社が発売したモデルは自社発行の Schmalspur Digest 1～4号の小冊子に紹介されている。それ以外に毎年aktuell と題されたパンフレットが発行されていた。